# زامارامالا
زامارامالا (به اسپانیایی: Zamarramala) یک روستا در اسپانیا است که در سگوبیا واقع شده‌است. زامارامالا ۵۱۶ نفر جمعیت دارد و ۱٬۰۰۰ متر بالاتر از سطح دریا واقع شده‌است.